# Вольные стрелки (фильм)
«Вольные стрелки» (швед. Snapphanar) — шведский трёхсерийный телевизионный фильм 2006 года продолжительностью 167 минут.
Был впервые показан по шведскому телевидению 25-27 декабря 2006 года.

## Сюжет
Фильм рассказывает о борьбе жителей провинции Сконе против шведского правления в ходе датско-шведской войны 1675—1679 годов. В одну из ночей 1678 года главный герой фильма — Нильс Йетинг — теряет всю семью, после нападения на его усадьбу шведских карателей, переодетых в одежду снаппхане — повстанцев. Охваченный жаждой мести, он присоединяется к «вольным стрелкам» Реддстуру, Давиду и Йосуа, которыми командует Сварт-Стина. В это время по Сконе разъезжает королевский советник Габриель Лейонхувуд, принуждающий население приносить присягу шведскому королю. Вскоре снаппхане получают задание отбить у него военную кассу...

## Факты о фильме
Большая часть фильма снималась в Литве и лишь на 10 % в Швеции, что позволило снизить издержки. После выхода фильма он подвергся критике со стороны профессиональных историков за большое количество исторических неточностей.

## В ролях
| Актёр              | Роль                |
| ------------------ | ------------------- |
| Шёберг Андре       | Нильс Йетинг        |
| Новотны Тува       | Хедвига Спарре      |
| Морган Малин       | Сварт-Стина         |
| Перссон Йёрген     | Реддстур            |
| Хелльстрём Самуэль | Йосуа Шварц         |
| Лундгрен Адам      | Давид Шварц         |
| Скарсгард Густав   | Карл XI             |
| Экборг Андерс      | Габриель Лейонхувуд |
| Андерссон Петер    | полковник Дальберг  |
| Леандер Харальд    | Улоф Йетинг         |
| Карлстрём Юнас     | Якоб Йетинг         |
| Даг Мальмберг      | Андерс Спарре       |